# Грегъри Хърбо
Грегъри Джордън Хърбо (на английски: Gregory Jordan Harbaugh) е американски астронавт, участник в 4 космически полета.

## Образование
Грегъри Хърбо завършва колежа Willoughby South High School през 1974 г. Дипломира се през 1978 г. като бакалавър по аерокосмическо инженерство в университета Пардю, Индиана. През 1986 г. става магистър по инженерна физика в университета на Хюстън, Тексас.

## Служба в НАСА
Грегъри Дж. Хърбо работи в НАСА от 1978 г. Специалист е по контрол на мисията още при първия полет на космическата совалка STS-1 през 1981 г. Полетен контрол е при мисиите STS-9, STS-41D и STS-41B. Асистент ръководител на мисиите е при STS-51A и STS-51I. На 5 юни 1987 г. Грегъри Хърбо е избран за астронавт от НАСА, Астронавтска група №12. Завършва успешно общия курс за подготовка през август 1988 г. Участник е в 4 космически полета.

### Космически полети
| Космически полети на Грегъри Джордан Хърбо               | Космически полети на Грегъри Джордан Хърбо | Космически полети на Грегъри Джордан Хърбо | Космически полети на Грегъри Джордан Хърбо | Космически полети на Грегъри Джордан Хърбо | Космически полети на Грегъри Джордан Хърбо | Космически полети на Грегъри Джордан Хърбо |
| №                                                        | Дата                                       | КК                                         | Емблема на мисията                         | Функции                                    | Продължителност                            |                                            |
| -------------------------------------------------------- | ------------------------------------------ | ------------------------------------------ | ------------------------------------------ | ------------------------------------------ | ------------------------------------------ | ------------------------------------------ |
| 1                                                        | 26 април 1993                              | „Дискавъри“, мисия STS-39                  |                                            | Специалист на мисията                      | 8 денонощия 07 часа 22 мин. 23 сек.        |                                            |
| 2                                                        | 13 януари 1993                             | „Индевър“, мисия STS-54                    |                                            | Специалист на мисията                      | 5 денонощия 23 часа 38 мин. 19 сек.        |                                            |
| 3                                                        | 27 юни 1995                                | „Атлантис“, мисия STS-71                   |                                            | Специалист на мисията                      | 9 денонощия 19 часа 23 мин. 09 сек.        |                                            |
| 4                                                        | 11 февруари 1997                           | „Дискавъри“, мисия STS-82                  |                                            | Специалист на мисията                      | 9 денонощия 23 часа 38 мин. 09 сек.        |                                            |
| Сумарно време в космоса – 34 денонощия 01 часа 59 минути |                                            |                                            |                                            |                                            |                                            |                                            |

## Награди
- Медал на НАСА за участие в космически полет (4);
- Медал на НАСА за похвална служба;
- Медал на НАСА за постижения в службата;
- Медал на НАСА за изключителни заслуги.